# Heart Surgery Forum
The Heart Surgery Forum is een internationaal, aan collegiale toetsing onderworpen wetenschappelijk tijdschrift op het gebied van de cardiologie.
De naam wordt in literatuurverwijzingen meestal afgekort tot Heart Surg. Forum.
Het wordt uitgegeven door Forum Multimedia Publishing namens de International Society for Minimally Invasive Cardiac Surgery en verschijnt 4 keer per jaar.
Het eerste nummer verscheen in 1998.